# FaSinPat
FaSinPat, dříve známá jako Zanon, je samosprávně řízená továrna na výrobu keramických dlaždic nacházející se v argentinské provincii Neuquén. Název FaSinPat pochází z Fábrica Sin Patrones, což znamená ve španělštině „Továrna bez šéfů“.
Továrna Zanon byla založena na začátku 80. let Luigi Zanonem. V roce 2001 bylo v továrně zamezeno výkonu práce zaměstnavatelem. Po uzavření továrny převzali pracující kontrolu nad továrnou ve snaze udržet si pracovní místa. Zdůvodnili to množstvím peněz za nevyplacené mzdy a také tím, že továrna byla postavena z veřejných prostředků. K převzetí došlo během argentinské ekonomické krize.